# Igreja dos Clérigos

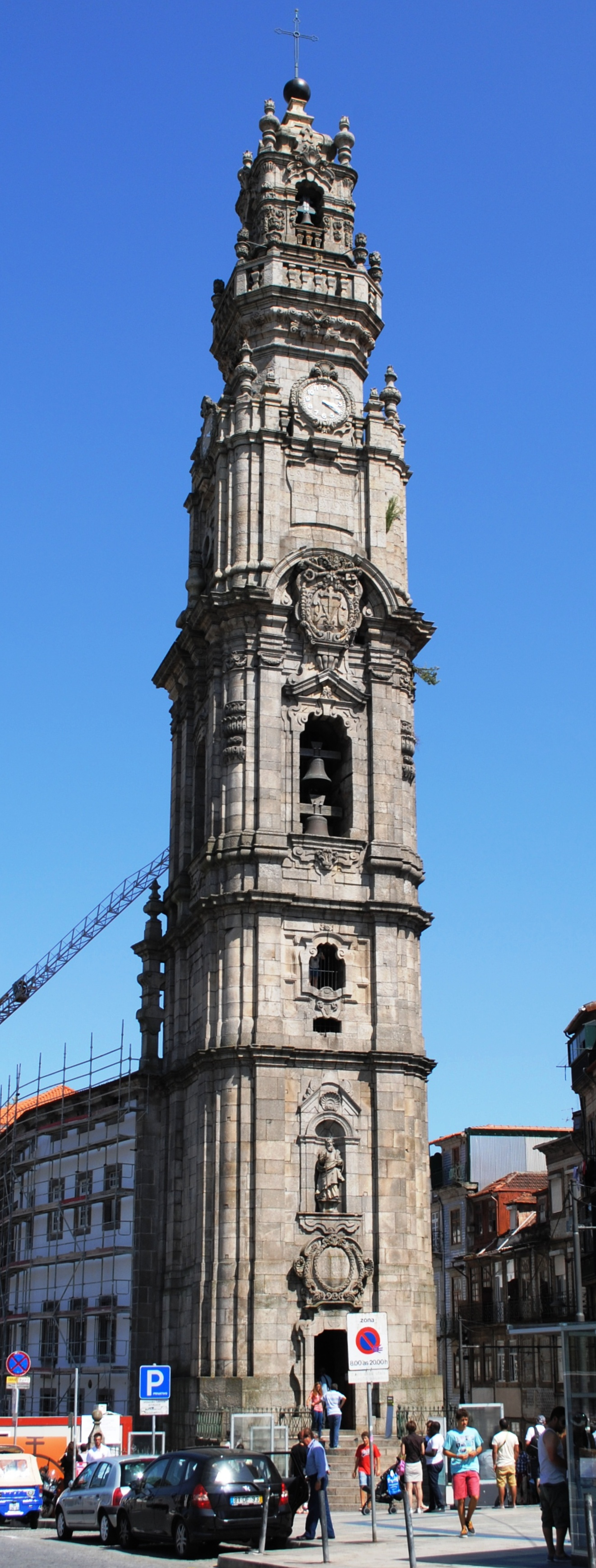
Torre dos Clérigos

Die Clérigos-Kirche, portugiesisch: Igreja dos Clérigos (Kirche der Kleriker), ist eine bedeutende barocke Kirche in der Stadt Porto in Portugal, die zwischen 1732 und 1750 vom italienischen Architekten Nicolau Nasoni für die Bruderschaft Irmandade dos Clérigos Pobres erbaut wurde.
Der an toskanische Campaniles erinnernde Glockenturm der Kirche, der sogenannte Torre dos Clérigos, ist der höchste Kirchturm Portugals und gilt als das Wahrzeichen der Stadt Porto. Sein Bau begann 1754 ebenfalls unter der Leitung von Nicolau Nasoni und wurde 1763 beendet. Der Turm ist 76 Meter hoch und besitzt sechs Stockwerke und insgesamt 225 Stufen. Er kann gegen einen kleinen Obolus bestiegen werden und bietet bei gutem Wetter eine weite Aussicht über Porto.
2013 gab die Banco de Portugal eine 2 €-Münze mit einer Abbildung des Torre dos Clérigos heraus.

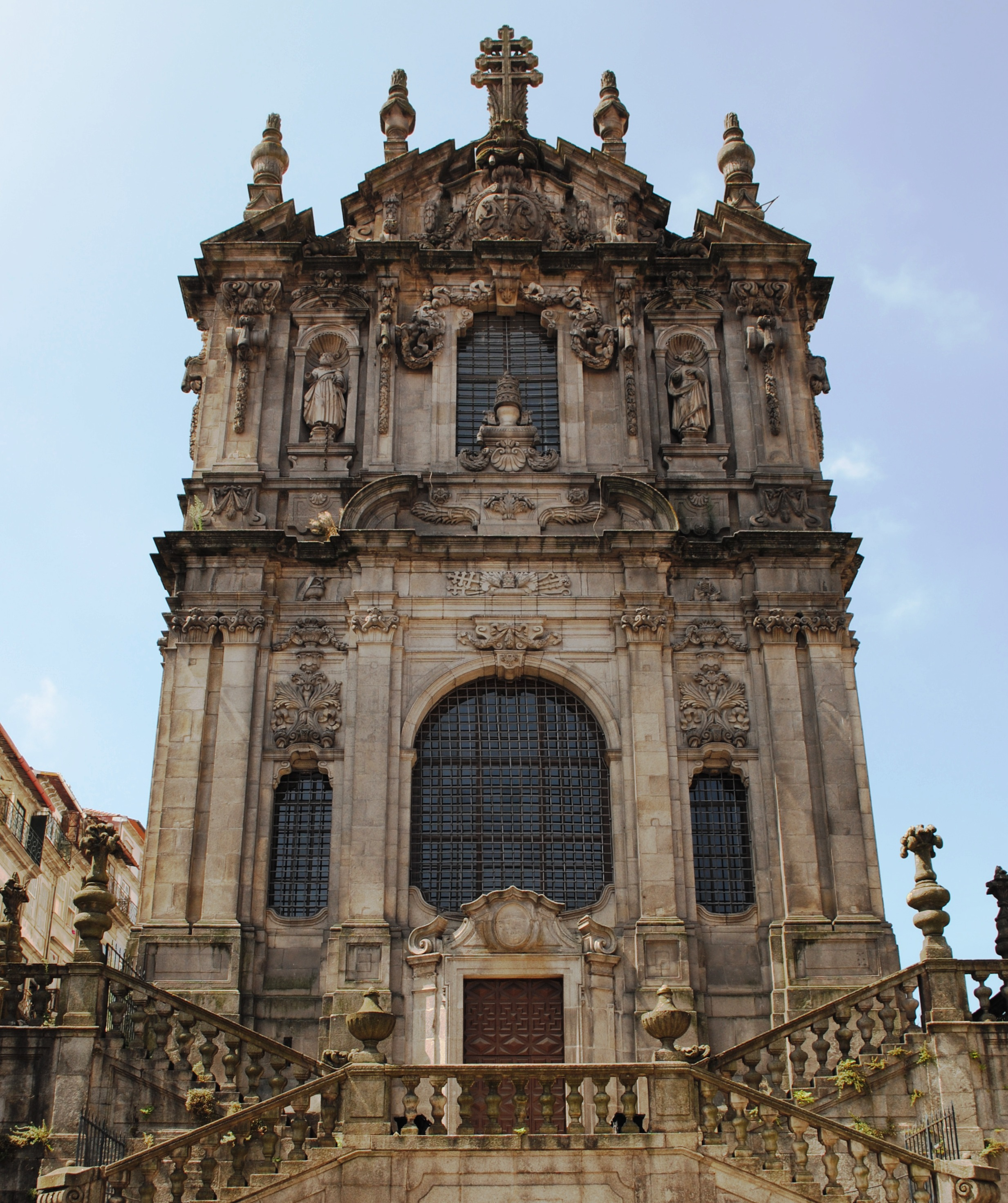
Fassade der Kirche der Geistlichen
Blick von der Galerie in den Altarraum
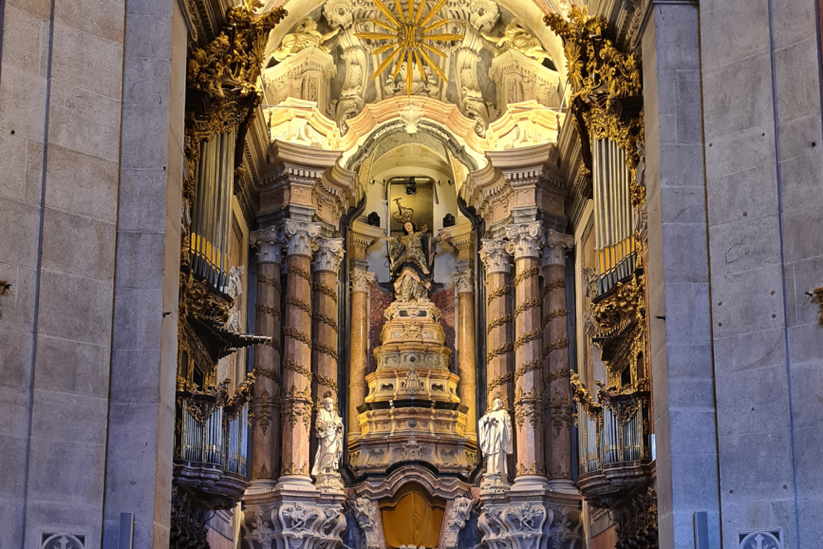
Doppelorgel, Konzert täglich zu Mittag
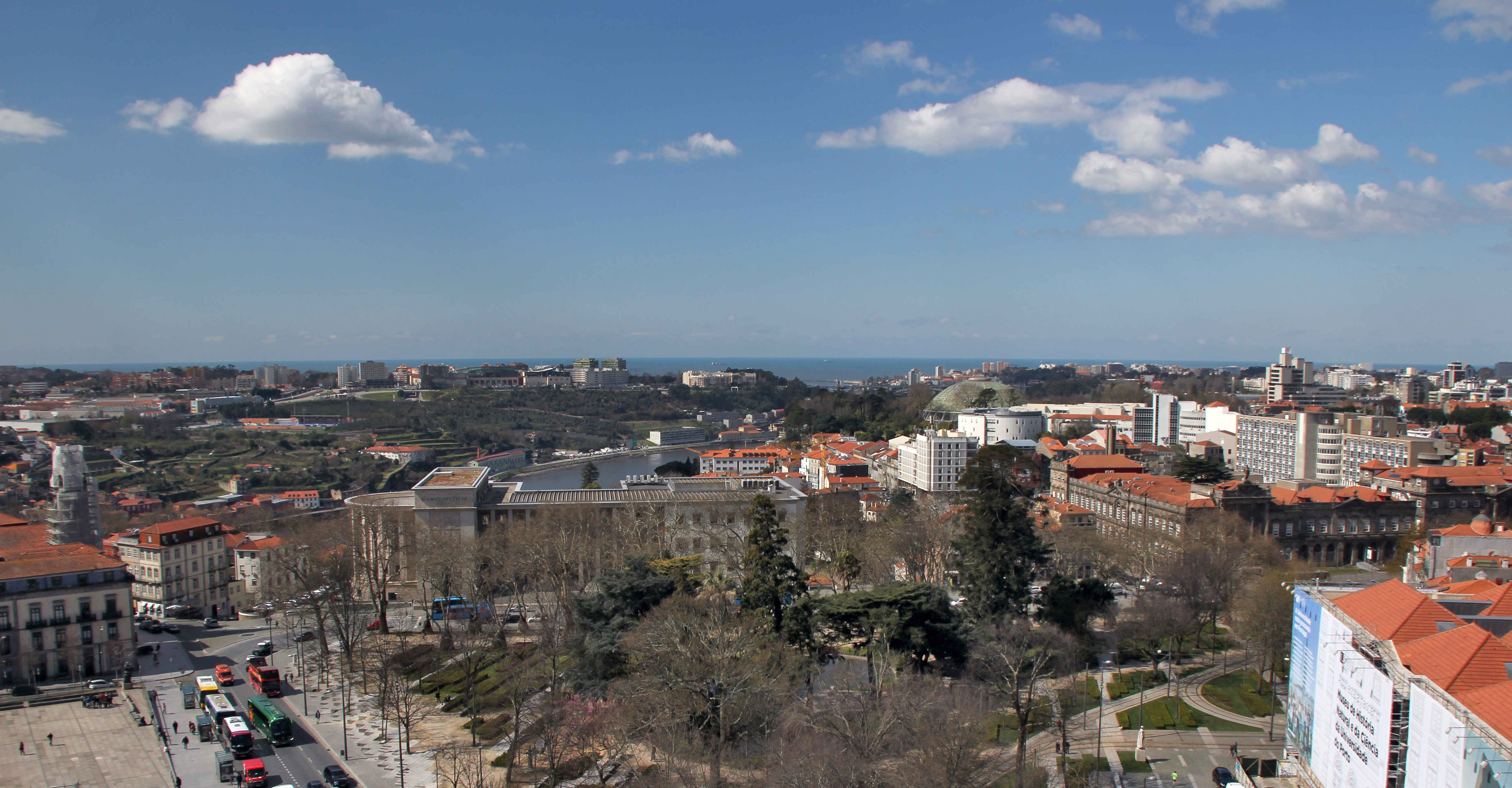
Blick nach Westen (2018)
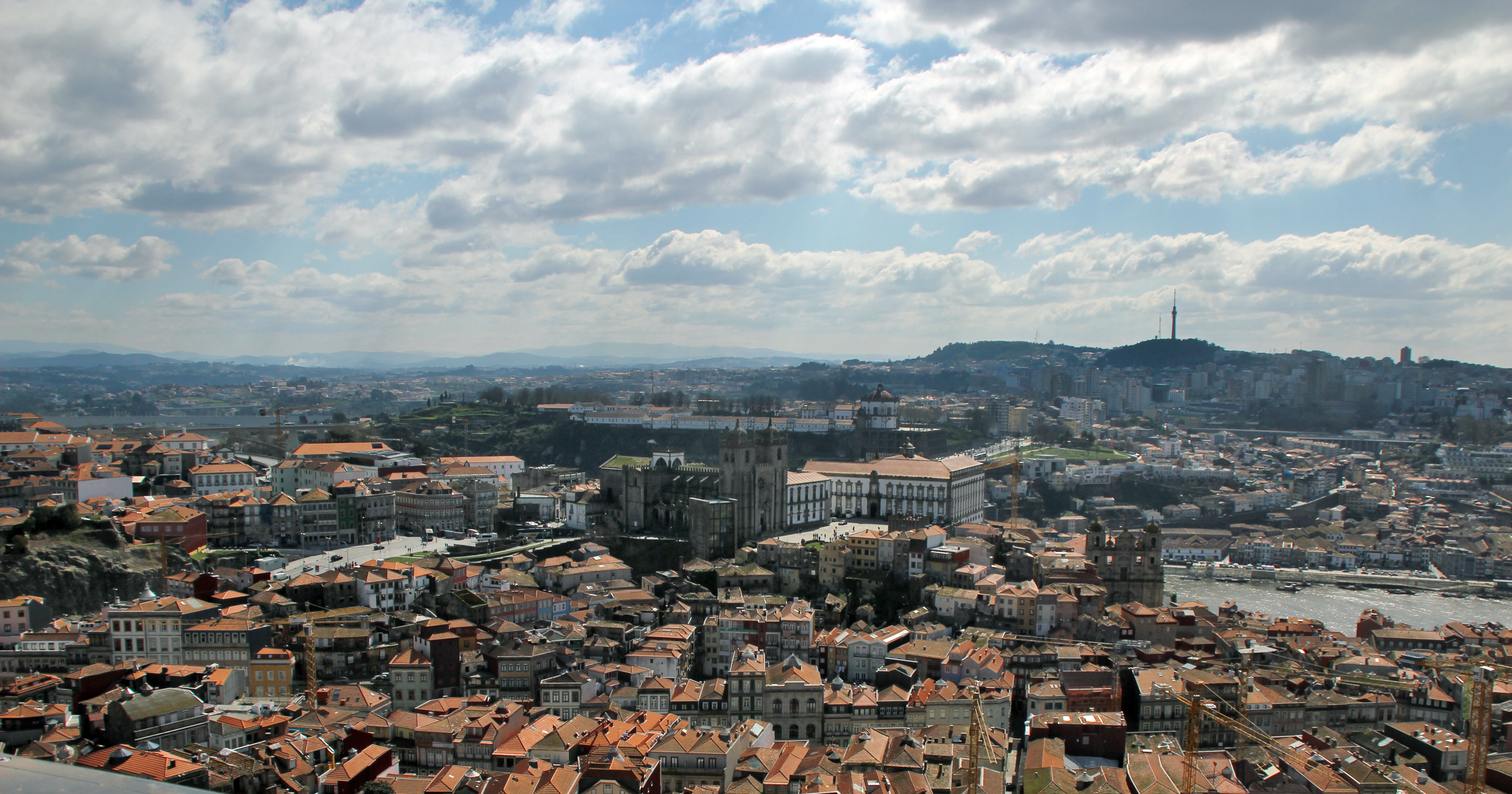
Blick nach Süden (2018)